# 小行星2506
小行星2506（2506 Pirogov）是一颗围绕太阳公转的小行星。1976年8月26日，尼古拉·切爾尼赫在克里米亚发现了此天体。
該小行星以俄羅斯外科醫生尼古拉·皮羅戈夫命名。
这颗小行星的绝对星等为282.2027373919262等。